# Sorgun
Sorgun là một huyện thuộc tỉnh Yozgat, Thổ Nhĩ Kỳ. Huyện có diện tích 1782 km² và dân số thời điểm năm 2007 là 83931 người, mật độ 47 người/km².